# نورياكي تسوتسوي
نورياكي تسوتسوي (باليابانية: 筒井 紀章) (15 أغسطس 1976 في يوكوهاما في اليابان – )؛ هو لاعب كرة قدم ياباني سابق كان يلعب كلاعب وسط.

## وصلات خارجية
- نورياكي تسوتسوي على موقع رابطة كرة القدم اليابانية للمحترفين (اليابانية)
- نورياكي تسوتسوي على موقع عالم كرة القدم.نت (الإنجليزية)